# Cyperus luerssenii
Cyperus luerssenii är en halvgräsart som beskrevs av Johann Otto Boeckeler. Cyperus luerssenii ingår i släktet papyrusar, och familjen halvgräs.
Artens utbredningsområde är Queensland. Inga underarter finns listade i Catalogue of Life.